# Конка (Фрозиноне)
Конка (итал. Conca) је насеље у Италији у округу Фрозиноне, региону Лацио.
Према процени из 2011. у насељу је живело 29 становника. Насеље се налази на надморској висини од 165 м.